# Otto Paul Hermann Diels
Otto Paul Hermann Diels (Hamburg, Alemanya 1876 - Kiel, 1954) fou un químic alemany guardonat amb el Premi Nobel de Química l'any 1950.

## Biografia
Va néixer el 23 de gener de 1876 a la ciutat d'Hamburg. Fill d'un professor de filologia de la Universitat de Berlín, on hi va estudiar química entre el 1895 i 1899, i es doctorà aquest últim any. L'any 1915 va esdevenir professor titular d'aquesta universitat, esdevenint l'any següent professor a la Universitat de Kiel, càrrec que va desenvolupar fins a la seva jubilació l'any 1945.
Diels va morir el 7 de març de 1954 a la seva residència de Kiel, ciutat situada a l'estat alemany de Slesvig-Holstein.

## Recerca científica
L'any 1906 va descobrir un nou òxid de carboni extremadament reactiu, l'anhídrid malònic. Va desenvolupar un mètode de deshidrogenització selectiva en el qual va utilitzar seleni com a catalitzador, el que va permetre deduir l'estructura dels esteroides.
Posteriorment aconseguí descobrir, en col·laboració amb el seu ajudant Kurt Alder, la síntesi diènica o reacció Diels-Alder. Aquesta consisteix en una reacció en la qual un diè, compost amb dos dobles enllaços, s'afegix a un compost amb un doble enllaç flanquejat per grups de carbonil o carboxil, el que conforma una estructura anellada.
L'any 1950 fou guardonat, juntament amb Kurt Alder, amb el Premi Nobel de Química pel descobriment i desenvolupament de la reacció Diels-Alder.